# Dietmar Füssel
Dietmar Füssel (* 23. Januar 1958 in Wels/Oberösterreich) ist ein österreichischer Schriftsteller.

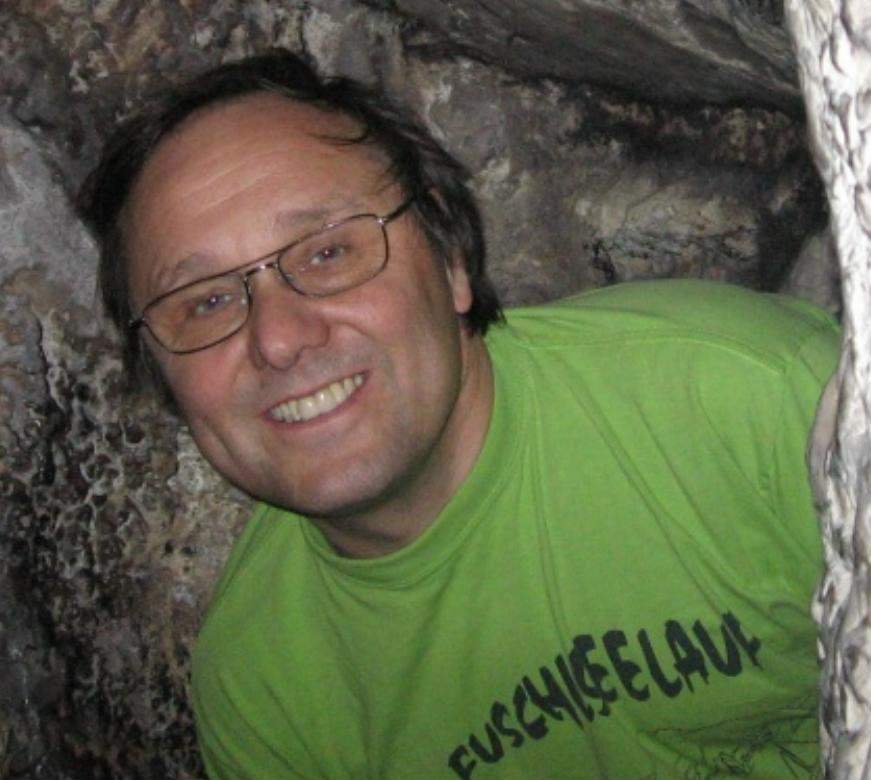
Dietmar Füssel, 2009

## Leben
Dietmar Füssel besuchte von 1973 bis 1977 eine Internatsschule in Lambach. Nach der Reifeprüfung studierte er von 1977 bis 1979 verschiedene Fächer, u. a. Germanistik und Psychologie. Er brach das Studium ab und war bis 1995 freier Schriftsteller. Ab 1995 arbeitete er teilzeitlich als Bibliothekar in der Stadtbibliothek in Ried im Innkreis, bevor er sich in den späten 2010er Jahren anderen Projekten zuwandte.
Er ist Verfasser von Romanen, Kinder- und Jugendbüchern, Satiren, Gedichten und Theaterstücken.
Füssel ist Mitglied der Grazer Autorinnen-/Autorenversammlung und der IG Autorinnen Autoren. Er erhielt u. a. 1983 den Hungertuch-Preis des Hessischen Landesverbandes des Verbands Deutscher Schriftsteller für das beste deutschsprachige Erstlingswerk, 2002 den Luitpold-Stern-Förderungspreis des Österreichischen Gewerkschaftsbundes sowie 2012 das große Werkstipendium des Jubiläumsfonds der Literar-Mechana. Im Jahr 2022 erhielt er beim Akut-Literaturpreis den 1. Preis in der Kategorie Märchen.
Füssel lebt mit seiner Frau in  St. Georgen im Attergau. Aus erster Ehe hat er eine erwachsene Tochter.

## Werke
- Wirf den Schaffner aus dem Zug, Eichborn Verlag, Frankfurt am Main 1983. Neuauflage: Wirf den Schaffner aus dem Zug. Respektlose Geschichten. Vitolibro, Malente 2016. ISBN 978-3-86940-230-7.
- Dieter Füssels Wunderhorn, Eichborn Verlag, Frankfurt am Main 1984
- Unterwegs, Lyrik, Bibliothek der Provinz, Weitra 1998
- Rindfleisch, Roman, Linz [u. a.] 2000
- Arbeit ehrt Mensch und Pferd, Linz [u. a.] 2002
- Befehlsverweigerung, Verden/Aller 2003
- Eine Schrulle, Verden/Aller 2004
- Die Ermordung Caesars, Verden/Aller 2006
- Wie man's macht, ist's falsch, Weinheim/Bergstraße 2006
- Der Werbespot, Mühltal 2008
- Gelsomina, Liliom Verlag, Waging a. See, 2009
- Diesseits von Eden, satirischer Roman,  Edition Atelier, Wien, 2009
- Leidenschaft – lateinamerikanische Liebesgedichte, Liliom Verlag, 2010
- Götter und ihre Fans – Ein Streifzug durch die wundervolle Welt des Glaubens, Arovell Verlag, 2012
- Der Sohn einer Hure, Roman, Sisyphus Verlag, 2013
- Sukiyaki, Roman, Aavaa Verlag, 2013
- Menschenfleisch – Eigenartige Gedichte, Edition Roesner, 2014
- Panthokanarische Plottensprünge oder die vergebliche Suche nach der Vergeblichkeit, Kurzprosa, Arovell Verlag, 2014
- Der Erstochene, Kriminalerzählung, Kindle Singles, 2015
- Der Strohmann, Kriminalroman, Aavaa Verlag, 2015
- Träume und Wolken oder Die Sehnsucht nach Leben, Gedichte und Fotografien, Liliom Verlag, 2015, ISBN 978-3-934785-83-0
- Wiederholte Geburten, Historischer Roman, Sisyphus Verlag, 2016
- Deppentango. Merkwürdige Geschichten über Versager, Unglücksraben und Idioten. Arovell Verlag,  Gosau 2018. ISBN 978-3-903189-23-2.
- Zeitfenster – Lebensbilder und Aphorismen, Liliom Verlag, 2018.
- Mondgezeiten, Lyrik, Mitgift Verlag, 2019, ISBN 978-3-903095-32-8.
- Ricardi, Roman, Sisyphus Verlag, 2020, ISBN 978-3-903125-53-7.
- Der Verklärte, Erzählung, Liliom Verlag, 2023, ISBN 978-3-96606-034-9
- Mord und Brand im Mondseeland, Kriminalroman, Sisyphus Verlag, Klagenfurt 2025, ISBN 978-3-903125-94-0